# Daniel Sedin
Daniel Sedin (Örnsköldsvik, 26 de setembro de 1980) é um sueco profissional em hóquei no gelo. Jogando sempre junto de seu irmão gêmeo Henrik Sedin, jogou entre 2000 e 2018 no clube da National Hockey League Vancouver Canucks, do qual foi capitão assistente e maior artilheiro da história da equipe. Sedin já foi campeão olímpico nos Jogos Olímpicos de Inverno de 2006 - e medalha de prata em 2014, na qual Henrik não jogou por lesão - e mundial no Campeonato Mundial de Hóquei no Gelo de 2013.

## Carreira
| 1996–97       | Modo Hockey Jr.   | J20           | 26   | 26  | 14  | 40  | 6   | —   | —  | —  | —  | —  |
| 1997–98       | Modo Hockey Jr.   | J20           | 4    | 3   | 3   | 6   | 4   | —   | —  | —  | —  | —  |
| 1997–98       | Modo Hockey       | SEL           | 45   | 4   | 8   | 12  | 26  | 9   | 0  | 0  | 0  | 2  |
| 1998–99       | Modo Hockey       | SEL           | 50   | 21  | 21  | 42  | 20  | 13  | 4  | 8  | 12 | 14 |
| 1999–00       | Modo Hockey       | SEL           | 50   | 19  | 26  | 45  | 28  | 13  | 8  | 6  | 14 | 18 |
| 2000–01       | Vancouver Canucks | NHL           | 75   | 20  | 14  | 34  | 24  | 4   | 1  | 2  | 3  | 0  |
| 2001–02       | Vancouver Canucks | NHL           | 79   | 9   | 23  | 32  | 32  | 6   | 0  | 1  | 1  | 0  |
| 2002–03       | Vancouver Canucks | NHL           | 79   | 14  | 17  | 31  | 34  | 14  | 1  | 5  | 6  | 8  |
| 2003–04       | Vancouver Canucks | NHL           | 82   | 18  | 36  | 54  | 18  | 7   | 1  | 2  | 3  | 0  |
| 2004–05       | Modo Hockey       | SEL           | 49   | 13  | 20  | 33  | 40  | 6   | 0  | 3  | 3  | 6  |
| 2005–06       | Vancouver Canucks | NHL           | 82   | 22  | 49  | 71  | 34  | —   | —  | —  | —  | —  |
| 2006–07       | Vancouver Canucks | NHL           | 81   | 36  | 48  | 84  | 36  | 12  | 2  | 3  | 5  | 4  |
| 2007–08       | Vancouver Canucks | NHL           | 82   | 29  | 45  | 74  | 50  | —   | —  | —  | —  | —  |
| 2008–09       | Vancouver Canucks | NHL           | 82   | 31  | 51  | 82  | 36  | 10  | 4  | 6  | 10 | 8  |
| 2009–10       | Vancouver Canucks | NHL           | 63   | 29  | 56  | 85  | 28  | 12  | 5  | 9  | 14 | 12 |
| 2010–11       | Vancouver Canucks | NHL           | 82   | 41  | 63  | 104 | 32  | 25  | 9  | 11 | 20 | 32 |
| 2011–12       | Vancouver Canucks | NHL           | 72   | 30  | 37  | 67  | 40  | 2   | 0  | 2  | 2  | 0  |
| 2012–13       | Vancouver Canucks | NHL           | 47   | 12  | 28  | 40  | 18  | 4   | 0  | 3  | 3  | 14 |
| 2013–14       | Vancouver Canucks | NHL           | 73   | 16  | 31  | 47  | 38  | —   | —  | —  | —  | —  |
| 2014–15       | Vancouver Canucks | NHL           | 82   | 20  | 56  | 76  | 18  | 6   | 2  | 2  | 4  | 0  |
| 2015–16       | Vancouver Canucks | NHL           | 82   | 28  | 33  | 61  | 36  | —   | —  | —  | —  | —  |
| Totais da NHL | Totais da NHL     | Totais da NHL | 1143 | 355 | 587 | 942 | 474 | 102 | 25 | 46 | 71 | 78 |